# Léon Théobald Delaere
Léon Théobald Delaere OFMCap (* 1. Februar 1898 in Gullegem, Belgien; † 14. Juni 1983) war ein belgischer Ordensgeistlicher und römisch-katholischer Bischof von Molegbe.

## Leben
Léon Théobald Delaere trat der Ordensgemeinschaft der Kapuziner bei und empfing am 23. September 1923 das Sakrament der Priesterweihe. 
Am 13. November 1958 ernannte ihn Papst Johannes XXIII. zum Titularbischof von Fesseë und zum Apostolischen Vikar von Ubanghi Belga. Der Apostolische Vikar von Lisala, François Van den Berghe CICM, spendete ihm am 5. April 1959 die Bischofsweihe; Mitkonsekratoren waren der Apostolische Vikar von Bikoro, Camille Jean-Baptiste Vandekerckhove CM, und der emeritierte Apostolische Vikar von Ubanghi Belga, Jean Ghislain Delcuve OFMCap.
Léon Théobald Delaere wurde am 10. November 1959 infolge der Erhebung des Apostolischen Vikariats Ubanghi Belga zum Bistum erster Bischof von Molegbe. Am 3. August 1967 nahm Papst Paul VI. das von Delaere vorgebrachte Rücktrittsgesuch an und ernannte ihn zum Titularbischof von Rusibisir. Léon Théobald Delaere verzichtete am 14. September 1976 auf das Titularbistum Rusibisir.
Delaere nahm an allen vier Sitzungsperioden des Zweiten Vatikanischen Konzils teil.